# Station Gullhella
Station Gullhella is een spoorweghalte in  Gullhella in de gemeente Asker in Viken in  Noorwegen. Het station ligt aan de Spikkestadlijn. 
Oorspronkelijk lag het station aan Drammensbanen. Sinds de bouw van de Lieråsentunnel en de verlegging van Drammenbanen ligt Gullhella aan de Spikkestadlijn. In 2010 is de halte ingrijpend gemoderniseerd, waarbij onder meer het perron is verlengd.